# Kambeba
I Kambeba  sono un gruppo etnico del Perù (dove sono noti anche come Omagua) e del Brasile con una popolazione stimata in circa 3.500 individui in Perù nel 1994 (stima non ufficiale) e 347 individui in Brasile nel 2006 (Funasa).

## Lingua
I membri residenti in Perù parlano la lingua omagua (codice ISO 639-3 omg) che appartiene alle lingue tupi-guaraní mentre nei gruppi in Brasile solo gli anziani e i capi nel corso degli incontri ufficiali con i bianchi utilizzano la lingua madre.

## Insediamenti
Vivono in Perù e nello stato brasiliano dell'Amazonas. In Perù sono stanziati principalmente intorno alla capitale Lima, nelle sue zone periferiche. In Brasile, vivono in cinque villaggi, di cui quattro nella regione del fiume Solimões e uno sul corso inferiore del Rio Negro, alla foce del fiume Cuieiras. Altre famiglie di Kambeba vivono a Manaus e sul corso superiore del Solimões nel territorio dell'etnia Ticuna. Secondo alcune fonti Kambeba, altre duecento famiglie vivono sul Solimões, il che porterebbe la stima totale della popolazione in territorio brasiliano ad oltre 1.500 individui, stima non confermata da alcun censimento.